# Narodni muzej San Marco, Firence
Narodni muzej San Marco (italijansko Museo Nazionale di San Marco) je umetniški muzej v monumentalnem delu srednjeveškega dominikanskega samostana, posvečenega svetemu Marku, na današnjem trgu Piazza San Marco v Firencah v Toskani v Italiji.
Muzej, mojstrovina arhitekta Michelozza iz 15. stoletja, je zgradba zgodovinskega pomena za mesto in vsebuje najobsežnejšo zbirko del Fra Angelica na svetu, ki je preživel več let življenja kot član dominikanske skupnosti tukaj. Dela so slike na lesu in freske. Muzej vsebuje tudi druga dela umetnikov, kot so Fra Bartolomeo, Domenico Ghirlandaio, Alesso Baldovinetti, Jacopo Vignali, Bernardino Poccetti in Giovanni Antonio Sogliani.
San Marco je poznan kot sedež pogovorov Girolama Savonarole med njegovo kratko duhovno vladavino v Firencah konec 15. stoletja.

## Stavba
Muzej je v najstarejšem delu samostana, ki zavzema približno polovico prostora. Stavba so sčasoma podaljšali, zdaj pa zavzema celoten blok, del pa še vedno zasedajo redovniki. Najstarejši del stavbe, zgrajen nad srednjeveškim silvestrinarskim samostanom, je zgradil arhitekt Michelozzo na posebno zahtevo Cosima il Vecchio de' Medici in na njegove stroške, da bi prenovil dominikanski Fiesole, ki so ga takrat vodili Antonino Pierozzi. V več kot desetih letih (1436-1446) je Michelozzo končal izjemno sodoben in funkcionalen projekt izgradnje samostana, ki je prispeval k slavi medičejskega pokrovitelja. Michelozzo je uporabil že obstoječe zidne strukture silvestrinarskega samostanskega kompleksa, ki segajo v konec 13. stoletja. Močno je povezal sobe v pritličju okoli harmonično preurejenega križnega hodnika in dvignil ravni teh stavb, da bi ustvaril spalnice v prvem nadstropju z velikim številom celic, ki ustrezajo razširjenemu samostanu.

## Križni hodnik svetega Antonina
Križni hodnik je za cerkvijo in obiskovalcu predstavi pogled na veličastno arhitekturo samostana, značilen primer umirjene in urejene renesančne arhitekture Firenc. Slika Sveti Dominik časti razpelo, ki jo je naslikal Fra Angelico je nasproti vhoda. Prvotno je bila to edina poslikana stena, ki je krasila beli križni hodnik. Njegov izgled se je spremenil v 17. stoletju, ko so se menihi iz San Marca odločili, da slavijo lik svetega Antonina Firenškega in sicer tako, da so naročili najslavnejše florentinske slikarje časa za slikanje cikla lunet, s Prizori iz življenja svetega Antonina.

## Romarski hospic
Velika soba, ki je na desni strani križnega hodnika, zajema celoten del stavbe na Piazza San Marco in je obstajala že v srednjem veku, ko so samostan naseljevali silvestrinarski menihi. Ko je bil v 15. stoletju samostan obnovljen, je Michelozzo pokril celotno območje s križnimi oboki in dvignil stavbo, da bi zgradil drugi redovniški dormitorij. V notranjosti je bil tudi romarski hospic, na katerega namiguje freska na drugih vratih, ki jo je naslikal Fra Angelico, Kristus, romar, ki ga pozdravljajo Dominikanci. Danes je to dom skoraj vseh Fra Angelicovih del, ki prihajajo iz cerkve in samostanov v Firencah.

## Lavabosoba in soba Fra Bartolomea
Ta soba, znana kot soba "Lavabo" zaradi starodavne funkcije, za katero je bila prvotno opremljena, je dostopna tudi iz križnega hodnika in je pred velikim refektorijem poleg kuhinje. Samostanska pravila so določala ritualno pranje in čiščenje rok pred jedjo. Nad vhodnimi vrati je slaba freska Fra Angelica, ki prikazuje Kristusa v Pietà in namiguje na vstajenje, ki čaka tiste, ki so ga hranili. Današnja soba vsebuje dela, ki predstavljajo umetniško dejavnost drugega velikega slikarja, ki je v začetku 16. stoletja živel v San Marcu: Fra Bartolomea. V San Marcu je do smrti leta 1517 vodil slikarski studio. S svojim delom, ki je temeljilo na racionalnem klasicizmu 15. stoletja je Bartolomeo razvil slog umetnosti, ki je bil bolj svoboden pri uporabi barvnega prostora in oblikovanja ter navdihnil mladega Rafaela. Druga vrata v sobo, ki se je v preteklosti uporabljala kot samostanska kuhinja, je v območju, v katerem so vse servisne sobe, v bližini Spesa. Danes vsebuje pomembno zbirko slikarstva Fra Bartolomeja

## Kapiteljska dvorana
Zunanji videz, z izpostavljenimi kamnitimi stenami in vhodom, obdanim z velikimi okni razkriva, da spada v del samostana iz 14. stoletja. V prostoru prevladuje veliko Fra Angelicovo Križanje. Ta freska ima precej nerealen videz, ki je prav tako posledica stanja popravila ozadja, prvotno pobarvanega modro in zdaj sivo in rdeče, ker je pigment propadel in ga je mogoče videti v preparatorskem stanju, kot v kolektivnem razmišljanju o dogodku Križanja, se v sliki  pojavljajo ne le zgodovinske figure, temveč tudi ustanovitelji verskih redov.

## Prvo nadstropje dormitorija
V zgornjem nadstropju je redovniški dormitorij. Sestavljen je iz treh koridorjev, ki obkrožajo križni hodnik na treh straneh in ga sestavlja 44 celic, ki jih je Fra Angelico poslikal med letoma 1439 in 1443. Oznanjenje je ena od treh fresk, ki jih je naslikal zunaj celic (skupaj s Sveti Dominik časti razpelo in Sacra Conversazione), pred katerim so redovniki izvajali skupno molitev v času in na način, ki ga predpisuje dominikanski red. V vsaki celici je freska, ki se nanaša na življenje in trpljenje Kristusa, za potrebe razmišljanja redovnika, ki zaseda celico . Ta cikel fresk, edinstven na svetu, velja za popolno delo Fra Angelica, čeprav so mu pomagali pomočniki. Celice Savonarole niso bile poslikane, ker so originalno imele tkanine. 
Celice prvega koridorja
Na levi od Oznanjenja je očetovski koridor, ki ga je prvega zgradil Michelozzo, za domovanje redovnikov, ki so se ravnokar naselili v samostan. Leta 1437 je bilo zaključenih prvih dvajset celic, razporejene na obeh straneh koridorja in kmalu poslikane od Fra Angelica, vsaka s prizorom iz Kristusovega življenja. Na levi strani so freske, ki jih je v celoti naslikal sam, medtem ko je tiste na desni mojster zasnoval, in so jih v veliki meri poslikali pomočniki.
Koridor novicev
Ta dormitorij, rezerviran za novice, je bil zgrajen po prvem in so v njem, kot je razvidno iz fasade, ki gleda na križni hodnik, poleg treh sob na koncu hodnika, prej označene "garderobe", preden je četrt zasedel Fra Girolamo Savonarola ob koncu 15. stoletja. Celice, večje po velikosti kot očetov, da bi se novici lahko postopoma navadili na zmanjšanje svojega osebnega prostora, vsebujejo freske istega predmeta, Sveti Dominik časti razpelo. Edina razlika v freskah je odnos klečečega svetnika, ki se kaže v različnih načinih molitve, ki jih je označil sam sv. Dominik. V zadnjih dveh celicah pred delom tako imenovanim »priorjeva četrt« so prikazani nekateri predmeti, ki so tradicionalno povezani s Savonarolo, kot je npr. procesijski standard, plašč in nabožni križ.
Celice tretjega koridorja
Freske v celicah tretjega koridorja, ki so namenjene bratom in gostom, na koncu katerega sta dve celici rezervirani za Cosima de' Medici, kjer je papež Evgenij IV. spal noč Epifanije leta 1443, ko je prišel posvetit novo cerkev, se v nekaterih pogledih razlikujejo od drugih. Jezik je bolj opisen in barve svetlejše, sestava je bolj zapletena in poleg mojstra se povečuje prispevek njegovih pomočnikov.

## Knjižnica
Arhitektura knjižnice ima obliko bazilike s tremi ladjami, obrobljenimi s kamnitimi stebri in klasičnimi jonskimi kapiteli. Nedavna obnova je razkrila tako prvotno barvno shemo iz 15. stoletja, zeleno imitacijo marmorja, ki je bila odkrita kot "vzorec" v osrednjem oboku, kjer so odkrili tudi delce rozete in nekatere freske arhitekturnega iluzionizma okoli vrat, ki jih je verjetno poslikal Iacopo Chiavistelli v času prenove tega prostora v 17. stoletju. Cosimo, ki je prav tako financiral izdelavo liturgičnih knjig za cerkev, ki jih je iluminiral Zanobi Strozzi, tesni sodelavec Fra Angelica, je zagotovil potrebne izvode, ko so kupili obsežno knjižno zbirko humanista Niccolò de' Niccolija, v klasičnem, grškem in latinskem besedilu. Knjižnico, ki je bila prva odprta za javnost v renesansi, je uredil Vespasiano da Bisticci po nareku Tommasa Sarzana, ki je kasneje postal papež Nikolaj V.. Srednjeveške in renesančne iluminirane korne knjige so tudi iz drugih cerkva in samostanov in so zdaj razstavljene izmenično.

## Mali refektorij
Majhna soba, ki je bila nekoč uporabljena kot jedilnica za goste samostana, ki so bivali v sosednjem gostišču. Lahko se je uporabljala tudi kot jedilnica za bolne menihe, ki so se zdravili v ambulanti, od 17. stoletja, ki je bila znotraj lože. Domenico Ghirlandaio je poslikal freske le približno štirideset let po izgradnji samostana in danes vsebuje nekaj emajliranih terakota reliefnih del iz studia Della Robbie, ki so kasnejše od Zadnje večerje.

## Ustanovitev muzeja
Tako kot številne tovrstne ustanove po vsej Evropi so samostane v času pretresov, ki izvirajo iz francoske revolucije in širitve Napoleonskega cesarstva, zasegli. San Marco je dočakal to usodo leta 1808, vrnil se je v dominikanske roke po padcu Napoleona, nato pa je bil v veliki meri zasežen z odlokom nastajajoče Kraljevine Italije 7. julija 1866 in postal državna lastnina. Ta je prepustila dominikancem cerkev, sobe odprte na križni hodnik in območje, ki je mnogo pozneje postalo knjižnica z več kot 10.000 knjigami, specializiranimi za duhovnost, ki so jo ustanovili leta 1979, zahvaljujoč zapuščini znanega katoliškega učenjaka Arriga Levastija (1886-1973) in jo poimenovali po njem.
Leta 1869 je bil razglašen za narodni zgodovinski spomenik, večji del kompleksa se je ponovno odprl kot muzej, po popravilih in nekaterih prilagoditvah, da bi se spoprijel z novo situacijo. V tem času je freske Fra Angelica obnovil umetnik Gaetano Bianchi. Leta 1906 je bil muzej izbran za hrambo ostankov arhitekturne vrednosti, ki so preživeli iz stavb, porušenih z urbanističnimi ukrepi dvajsetega stoletja. To je pripeljalo do oblikovanja posebnega Museo di Firenze antica (Muzej starih Firenc). Leta 1922 je muzeju uspelo v svojih zbirkah dodati veliko število del Fra Angelica, ki so jih prenesli iz galerije Uffizi ali Akademije, in je od tedaj ostala nespremenjena.

## Pomembna dela
- Snemanje s križa, Fra Angelico
- Sveti Marko, oltarni nastavek, Fra Angelico
- Sveti Peter iz Verona, triptih, Fra Angelico
- Tabernakelj Linaioli, Lorenzo Ghiberti in Fra Angelico